# Вайнгорт, Лев Семёнович
Лев (Ария-Леон, Арье-Лейб) Семёнович Вайнгорт (27 ноября 1912, Варшава, Царство Польское, Российская империя — 18 апреля 1994, Полтава, Украина) — украинский и советский архитектор и краевед, член Союза архитекторов Украины (с 1939 года).

## Биография
Родился в еврейской семье.
В 1938 году окончил Харьковский инженерно-строительный институт. Некоторое время работал на строительстве Московского метрополитена. С 1939 года — главный архитектор Полтавы. На этой должности он проработал 32 года.
В 1945—1947 гг. коллективом специалистов Гипроград УССР под руководством архитекторов О. А. Малышенко и Л. С. Вайнгорта был составлен генеральный план восстановления Полтавы (в соответствии с которым в 1944—1958 гг. город был восстановлен и реконструирован).
Соавтор многих памятников города и многих научных работ по градостроительству и архитектуре Полтавы.
Автор и первый директор восстановленной мемориальной усадьбы Н. В. Гоголя в с. Васильевка (Гоголево, Шишакского района, Полтавская область). Одна из первых довоенных работ Л. С. Вайнгорта — входные пилоны в Корпусный парк (разобраны в 1960-х годах).
При его активном участии в послевоенное время восстановлен центр города, проведены градостроительные мероприятия по созданию его четкой планировочной структуры, воспроизведён исторический вид Круглой площади, композиционного центра и символа города.
В 1954 году в честь 300-летия воссоединения Украины с Россией по проекту архитектора была построена похожая по формам Ротонда дружбы народов. Добился строительства нового здания для Полтавского областного музыкально-драматического театра им. Н. В. Гоголя (1958). Автор проекта восстановления памятника Келину. (1947—1949).
Благодаря умелому планированию Вайнгорта промышленные предприятия Полтавы были вынесены за железную дорогу, спроектированы жилые микрорайоны. В 1960-х гг. Л. Вайнгорт руководил сооружением памятника Ленину и мемориального комплекса Солдатской Славы, автомобильно-железнодорожного моста через р. Ворсклу, Дома культуры хлопкопрядильного комбината, Полтавского городского парка, который в 1987 году на конкурсе парков занял второе место, уступив лишь Измайловскому парку в Москве. При огромном содействии Л. Вайнгорта был восстановлен Полтавский Крестовоздвиженский монастырь, а также сохранена колокольня Свято-Успенского собора.
В течение 1970—1981 годов Л. Вайнгорт был доцентом кафедры архитектурного проектирования Полтавского инженерно-строительного института.
После выхода на пенсию, с 1986 года работал старшим научным сотрудником Полтавского краеведческого музея, к реставрации которого приложил много усилий.
Автор многих научно-исследовательских, историко-архитектурных работ. В том числе путеводителя «Монумент Славы в Полтаве» (1959), исследования «Полтава: Историко-архитектурный очерк» (1996, в соавт.), книги «Записки провинциального архитектора» (2001).
Умер 18 апреля 1994 года.

## Память
- В 1995 году на доме в Полтаве, в котором жил Л. Вайнгорт установлена мемориальная доска.
- В 2015 году его именем назван переулок в Полтаве.
- 28 ноября 2021 года по адресу ул. Зыгина 1 установлен памятник.

- Ротонда дружбы народов (Полтава)
- Гоголево. Музей-усадьба Н. В. Гоголя
- Мемориал Солдатской Славы - братская могила жертв фашизма
- Памятник Келину (Полтава)